# حق مالکیت بومیان اصلی قلمرو نیویورک

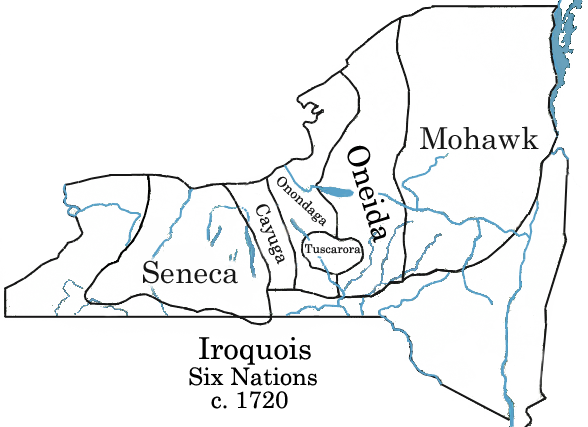
سرزمین‌های ایروکوی Iroquois دارای ۶ ملیت، حدود سال ۱۷۲۰ م

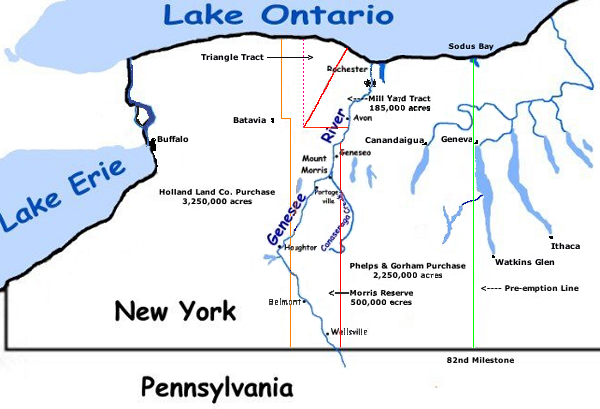
نقشه ای که خریدهای زمین‌های بومیان توسط فِلپس و گورهام، ذخیره موریس، و خرید هلند را نشان می‌دهد.

حق بومیان اصلی نیویورک مربوط به معاهدات، خریدها، قوانین و دعاوی در اسناد مالکیت زمین‌های بومیان نیویورک، مخصوصاً اسنادی که برای سلب مالکیت بومیان از سرزمین‌های اجدادی شان توسط مهاجران اولیه اروپایی در آمریکا می‌باشد. سابقهٔ خرید زمین‌ها از بومیان محلی، حکایتی است بسیار معروف که به خرید منهتن توسط هلندی‌ها در سال ۱۶۲۶ بازمی‌گردد. این معامله به عنوان "معروف‌ترین معاملات زمین " بحساب آمده. نیویورک بیش از هر ایالت دیگر اعلامیهٔ کنگرهٔ کنفدراسیون و اقدامات غیر مترقبه سال ۱۷۸۳ را نادیده گرفت و اکثر زمین‌های ایالت را مستقیماً از قبایل ایروکوا بدون اطلاع و تصویب فدرال خریداری کرد.
نیویورک محل تصمیمات مهمی در مورد حق مالکیت بومیان اصلی آن منطقه می‌باشد. بومیان اصلی ان منطقه حق مالکیت خود را دادخواهی کرده‌اند و به نتایجی دست یافته‌اند. از جمله دادگاه اول معروف قبیلهٔ اُنیدا (۱۹۷۴)، که اولین ادعای یک قبیله سرخ‌پوست بر سرزمین اجدادی خود بود و باعث شد که پرونده‌هایی در دادگاه فدرال در این زمینه تشکیل شود" و در دادگاه دوم (۱۹۸۵)، «اولین پرونده در خواست بازگشت مالکیت سرزمین اجدادی بومیان براساس قانون «دورهٔ غیرمجاز» پیروز شد.» هنگامی که دادگاه استیناف حوزهٔ دوم ایالات متحده مربوط به شکایت قبیلهٔ کایوگای نیویورک علیه پاتاکی برگزار شد، نیویورک تقریباً محل شکایت‌های زیادی در مورد حق مالکیت زمین‌های بومیان اصلی آمریکا بود (۲۰۰۵). این دادگاه معتقد است که آموزه عادلانه «لَچِز» (وظیفه " شکایت به موقع") تمام ادعاهای وابسته به زمین‌های قبیله ای را که به نظر می‌رسد در ارائهٔ درخواست حق تصرف ملک و مطالبهٔ خسارت یا تجاوز به حق است برای شاکیان قبیله ای و دولت فدرال به عنوان مدعی مداخله کننده منع می‌کند. از زمان صدور این حکم، هیچ قبیلهٔ شاکی نتوانسته در ادعای مالکیت زمین در دادگاه استیناف حوزه دوم، به واسطهٔ قانون لَچِز از حق خود دفاع قاطع کند.
در حال حاضر ده منطقهٔ اختصاصی سرخپوستان در نیویورک وجود دارد: مناطق اختصاصی اللهگانی، کاتاراگوس، چشمه‌های نفتی، انیدا، اُنونداگا، پوسپاتوک، سنت ریجیس موهاک، شینه کُک، توناواندا، و توسکارورا.

## هلند جدید
جزئیات معاملات اولیه با اقوام بومی توسط هلندی‌های شرق قارهٔ آمریکا در شهرک‌های هلند جدید روشن نیست. اولین معامله زمینی ثبت شده، وسیلهٔ نامه ای از پیتر شوگن، معاون شرکت هلندی در منطقهٔ سرخپوستان در تاریخ ۵ نوامبر ۱۶۲۶ گزارش شده که جزیره منهتن را به مساحت ۱۱۰۰۰ مورگن (۲۷۵۰ هکتار) به مبلغ ۶۰ گیلدر از بومیان خریداری کرده‌اند." بسیاری از منابع ثانویه به راحتی این مقدار را ۲۴ دلار گزارش می‌دهند. البته: دلارهای ایالات متحده (و ایالات متحده) در سال ۱۶۲۶ وجود نداشت. ۶۰ گیلدر احتمالاً ارزش تخمینی کالاهای تجاری را نشان می‌دادند. محاسبه نرخ ارز تاریخی مشخص نیست. برای مقایسه، ارزش کالاهای موجود در کشتی حاوی نامه ارسال به هلند ۴۵۰۰۰ گیلدر بود. ۶۰ گیلدر در سال ۱۶۲۶ با تغییر نرخ تورم، در سال ۲۰۰۱ میلادی، ۸۸۸ دلار خواهد بود.
پروفسور بَنًر، با اشاره به اینکه از نظر تاریخی این معامله هلندی‌ها اولین «خرید» زمین از بومیان این قاره بود، و این که پس از قروش زمین‌ها بومیان به ماندن خود در منهتن ادامه دادند و با هلندی‌ها تجارت می‌کردند، دلیل بر آنست که احتمالاً درک مفهوم «فروش» در معامله در بین بومیان بسیار بعید به نظر می‌رسد. منابع دیگر تاریخ معامله را به تاریخ ۶ مه ۱۶۲۶ اعلام کردند. ثبت مالکیت زمین هلندی‌ها چنین خریدی را به این تاریخ رقم زده‌است. در این مستعمره "پروژه جدید آزادی‌ها و معافیت‌ها " در سال ۱۶۲۹ خرید خصوصی زمین را از مردم بومی ممنوع کرد. خرید املاک امتیازی بود که فقط به زمین داران هلند جدید در قارهٔ آمریکا داده شد. با اصلاحیه ای که در سال ۱۶۴۰ انجام شد، اولویت «در انتخاب زمین» به کسانی داده می‌شد که این شرکت را مطلع می‌کردند. گزارش‌های ملاًکین به فرماندار اشاره به خریدهای دیگر زمین در ژوئن ۱۶۳۴، ۲۵ اکتبر ۱۶۳۴ و ۱۶۵۱ دارد.

### استان (ایالت) نیویورک
مستعمرهٔ بریتانیا با قرارداد کمپ استن ویکس که در سال ۱۷۶۸ با قبیلهٔ ایروکوی امضاء کرد مرز مستعمره اش را مطابق ابلاغیه ۱۷۶۳ سلطنتی جورج سوم پادشاه انگلستان تعیین نمود.. نحوهٔ خرید زمین در متن این قرار داد در سال ۱۷۷۷ در قانون اساسی نیویورک فقره بندی شد.

### قوانین دوران کنفدراسیون
در دورهٔ اصول کنفدراسیون، نیویورک بدون توجه به متن اعلامیه کنگرهٔ کنفدراسیون، در سال ۱۷۸۳ مقدار زیادی زمین را از قبیلهٔ ایروکوی خریداری کرد. دویست سال بعد، دادگاه مدار دوم اظهار داشت که کنگره کنفدراسیون نه قصد داشت و نه اختیار داست که قوهٔ خرید زمین را درون مرزهای یک ایالت محدود کند.
اختلافات نیویورک و ماساچوست بر سر حق املاک و حقوق حاکمیت غرب نیویورک مدتها ادامه داشت. تمام اختلافات خود را با معاهدهٔ هارتفورد در سال ۱۷۸۶ حل کردند. در این معاهده حقوق مالکیت به ماساچوست و حقوق حاکمیت به نیویورک داده شد. در سال ۱۷۸۸، الیور فلپس و ناتانیل گورهم زمین‌های غرب نیویورک را از ایالت ماساچوست خریداری کردند. این معامله آنها به نام خرید فلپس و گورهم مشهور شد.

### دورهٔ پس از تهیه قانون اساسی
در سال ۱۷۹۰، پس از تصویب قانون «معاملات غیرمجاز» با بومیان، اولین رئیس‌جمهور وقت، جورج واشینگتن در سخنرانی به قبیلهٔ سه نه کای نیویورک چنین گفت:
من در مورد مشکلاتی که شش قبیله سرخپوستان در مورد معاملات زمینهای خود از زمان صلح به بعد داشته‌اند بی اطلاع نیستم. اما باید بدانید که ان اعمال خلاف قبل از ایجاد دولت جدید ایالات متحده و در هنگامی صورت گرفتند که ایالت‌های جداگانه و افراد تحت اختیار آنها آن معاملات خرید سرزمینهای بومیان را با قبائل مختلف ایشان انجام می‌دادند. اوضاع فعلی کاملاً متفاوت است. در حال حاضر فقط دولت مرکزی انجام این معاملات را تحت اختیار خود دارد و هرگونه داد و ستدی بدون نظارت دولت مرکزی غیرقانونی و واجب الاجرا نخواهد بود. دولت مرکزی هرگز اجازه نخواهد داد نسبت به شما کلاهبرداری شود، ولی حقوق حقهٔ شما را حفظ خواهد کرد.
دو نفر از زمین داران فلپس و گورهم در سال ۱۷۹۰ در پرداخت قروض خود به ماساچوست قصور کردند و مالکیت آن زمین‌ها در سال ۱۷۹۱ به قلمروی ماساچوست بازگشته. ماساچوست در آن سال حق امتیاز را به رابرت موریس فروخت. موریس ذخیرهٔ موریس را برای خود حفظ کرد و قسمت غربی حقوق خود را در سال ۱۷۹۲ و ۱۷۹۳ به شرکت اراضی هلند به نام هلند لند کمپانی- فروخت. (معامله خرید هلند) که در تاریخ به عنوان هلند پرچیس معروف گشت.
هاپتمن می‌گوید: "سرخپوستان آمریکا، اولین ساکنین ایالت نیویورک، بالاخره به وضعیت نیمه استعماری وابسته به همان مردمی چون سیاستگذاران آلبانی نیویورک که مسئول سلب مالکیت اراضیشان از آنها بودند در امدند. جای تعجب نیست که میراث این روابط استعماری در دوران مدرن جنبش ادعاهای ارضی ایراکوی را ایجاد کرده‌است و جامعه ای که این ادعاها را مطرح می‌کند قبیلهٔ اُنیدا می‌باشد. . . . "

## معاهده‌ها
معاهده با بریتانیا
معاهده با ایالات متحده
معاهده با ایالت نیویورک

## قوانین ایالتی مربوط به اراضی بومیان

### قانون اساسی مستعمرهٔ نیویورک
در قانون اساسی نیویورک در سال ۱۷۷۷، فقرهٔ ۳۷ چنین ارائه شده:
و از آنجا که حفظ این ایالت و صلح و دوستی با سرخپوستان مقیم آن برای امنیت این قلمرو از اهمیت زیادی برخوردار است؛ و از آنجا که کلاهبرداری‌های بسیاری اغلب در مورد همان سرخپوستان، در اوقات گوناگون در قراردادهایی که برای سرزمینهایشان بسته شده به وقوع پیوسته و سبب ایجاد نارضایتی‌ها و خصومت‌های خطرناک شده‌است: بدینوسیله اعلام می‌دارد که هر گونه داد و ستدی در مسیر خرید یا فروش زمین‌ها، یا معاهدهٔ مربوط با سرخ پوستان در داخل این ایالت از تاریخ چهاردهم اکتبر، هزار و هفتصد و هفتاد و پنج (میلادی)، و پس از این تاریخ برای آنان لازم‌الاجرا نبوده و معتبر شناخته نمی‌شود، مگر اینکه تحت اختیار و با رضایت قوهٔ مقننه این ایالت واقع شود.

در قانون اساسی نیویورک در سال ۱۸۲۱ فقرهٔ ۷، بند ۱۲: 
[سرزمین‌های سرخپوستان] - هیچ خرید یا قراردادی برای فروش اراضی سرخپوستان که از چهاردهمین روز اکتبر هزار و هفتصد و هفتاد و پنج یا پس از آن تاریخ در این ایالت انجام شده باشد معتبر نیست، مگر اینکه تحت اختیار و با رضایت قوهٔ مقننه انجام شده باشد.

در قانون اساسی نیویورک، سال ۱۸۴۶، فقرهٔ ۱، بند ۱۶: 
[سرزمین‌های سرخپوستان] - هیچ خرید یا قراردادی برای فروش اراضی سرخپوستان که از چهاردهمین روز اکتبر هزار و هفتصد و هفتاد و پنج یا پس از آن تاریخ در این ایالت انجام شده باشد معتبر نیست، مگر اینکه تحت اختیار و با رضایت قوهٔ مقننه انجام شده باشد.

در قانون اساسی نیویورک، سال ۱۸۹۴، فقره. ۱، بند ۱۵، و در سال ۱۹۳۸، فقرهٔ ۱، بند ۱۳:
[سرزمین‌های سرخپوستان] - هیچ خرید یا قراردادی برای فروش اراضی سرخپوستان که از چهاردهمین روز اکتبر هزار و هفتصد و هفتاد و پنج یا پس از آن تاریخ در این ایالت انجام شده باشد معتبر نیست، مگر اینکه تحت اختیار و با رضایت قوهٔ مقننه انجام شده باشد.
بند ۱۳ با رأی مردم در ۶ نوامبر ۱۹۶۲ لغو شد.

### اوضاع فعلی
قوهٔ مقننهٔ نیویورک در سال ۱۷۸۴ و ۱۷۸۵ دو قانون برای «اسکان در زمین‌های پسمانده و غیرمجاز» تصویب کرد. این قوانین روش‌هایی را برای آگهی و توزیع سرزمین‌های قبایل سرخپوستان در بین شهروندان خصوصی ایجاد کرد، حتی قبل از اینکه مالکیت بومیان اصلی آن قلمرو به سر آید.
قانون اجرای ممنوعیت مندرج در قانون اساسی با تحریم‌ها تا سال ۱۷۸۸ تصویب نشد.
قوه مقننه در فوریهٔ ۱۷۹۸ قانونی را تصویب کرد که «به استان دار اجازه تعیین کمیسرها ئی برای معامله با سرخپوستان اونیدا برای خرید بخشی از زمین‌هایشان را داد.»
قانون ۳۱ مارس ۱۸۲۱، چنین مقرر کرد:
- جکسون علیه چوب، ۷ جان. ۲۹۰ (۱۸۱۰) (کنت ، سی جی)
- گودال v. جکسون، ۲۰ جان. ۶۹۳ (۱۸۲۳) (کنت . سی اچ)[۲۷]
- ش-تاریخ-اقتصاد-۳۱/۵۸۲۴۸۲-از-دادوستد-تا-جنگ-با-سرخپوستان